# Аллендорф (Эдер)
Аллендорф (нем. Allendorf) — община в Германии, в земле Гессен. Подчинён административному округу Кассель. Входит в состав района Вальдек-Франкенберг. Население составляет 5563 человека (на 2010). Занимает площадь 41,79 км².
Община подразделяется на 4 сельских округа.

## Население
| Год  | Численность | Численность |
| ---- | ----------- | ----------- |
| 2014 | 5580        |             |
| 2017 | 5602        | [ 2 ]       |
| 2019 | 5568        | [ 5 ]       |
| 2021 | 5600        | [ 6 ]       |
| 2022 | 5808        | [ 7 ]       |
| 2023 | 7649        | [ 3 ]       |